# Malharrao Gaekwad
Malharrao Gaekwad, noto anche come Malhar Rao (Baroda, 1831 – Madras, 1882), fu maharaja di Baroda dal 1870 al 1875.

## Biografia
Figlio sestogenito di Sayaji Rao Gaekwad II, divenne Maharaja di Baroda dopo la morte del fratello maggiore, Khanderao II Gaekwad.
Malhar Rao, una volta raggiunto il trono, governò pessimamente, spendendo il denaro di stato liberamente, giungendo quasi a svuotare le casse dello stato di Baroda (commissionò tra le altre spese due cannoni di oro puro e un tappeto di perle) e secondo lo stesso residente britannico in loco governava il suo popolo con tirannia e crudeltà. Malharrao tentò inoltre di coprire le sue malefatte avvelenando il residente britannico a Baroda, Robert Phayre, fratello del tenente generale Arthur Purves Phayre con un composto a base di arsenico. Per ordine del segretario di stato per l'India, Lord Salisbury, Malharrao venne deposto il 10 aprile 1875 ed esiliato a Madras, dove morì pressoché dimenticato nel 1882.